# Contea di Ruyang
La contea di Ruyang (汝阳县S, Rǔyáng XiànP) è una contea della Cina, situata nella provincia di Henan e amministrata dalla prefettura di Luoyang.